# Сова-голконіг андаманська
Сова́-голконі́г андаманська (Ninox affinis) — вид совоподібних птахів родини совових (Strigidae). Ендемік Індії.

## Опис

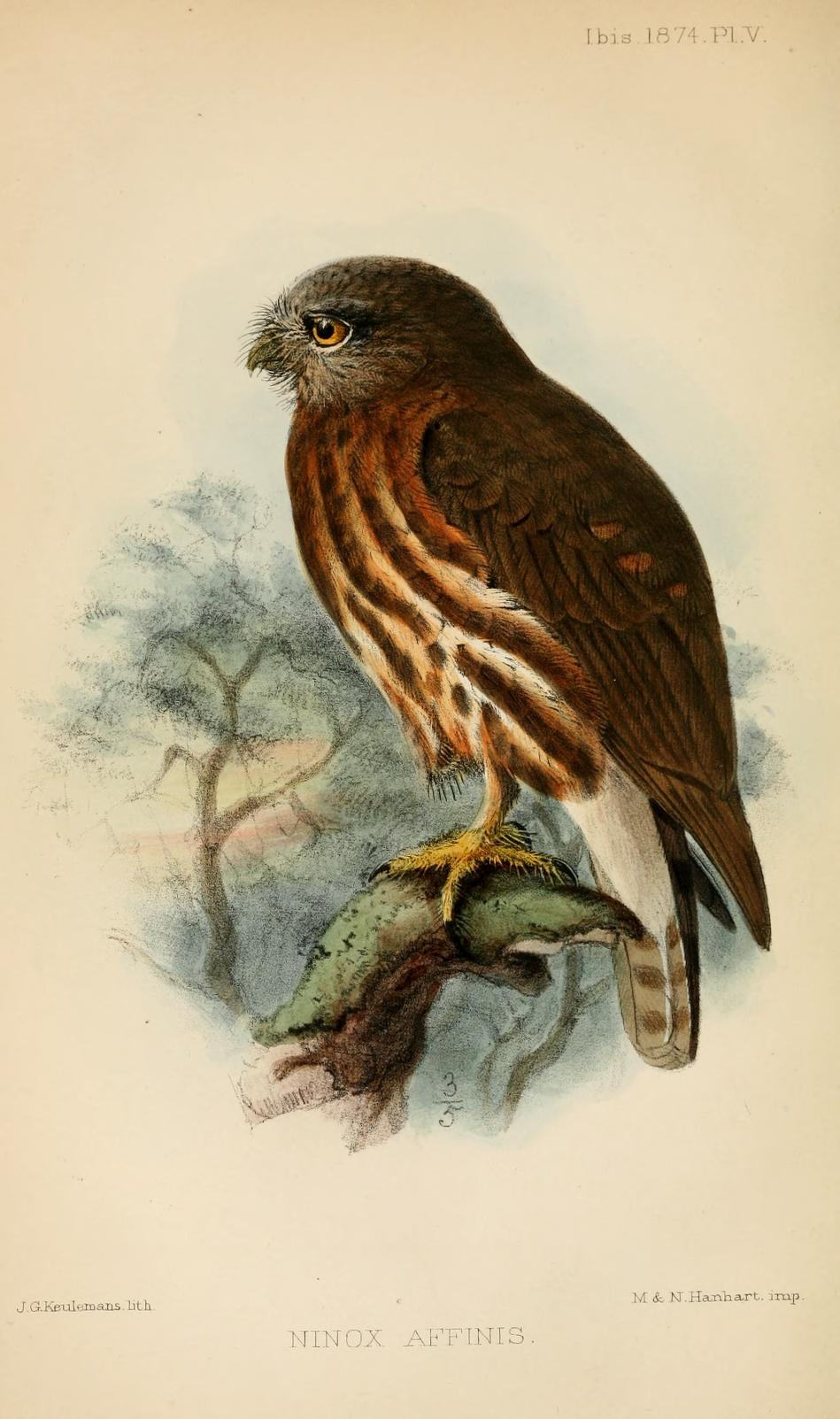
Андаманська сова-голконіг

Довжина птаха становить 23-28 см. Довжина крила становить 167—170 мм, довжина хвоста 102—113 мм, довжина дзьоба 20 мм. Самиці є дещо більшими за самців.
Голова і лицевий диск сіруваті, потилиця і спина сірувато-коричневі, легко поцятковані охристими смужками. На плечах білуваті або охристі плями. Махові і стернові пера мають коричнюваті або охристі краї, кінчики у них коричневі, другорядні махові пера рудувато-коричневі. Груди і живіт блідо-охристі або білуваті, поцятковані широкими поздовжніми світло-каштановими смугами, на боках вони більш широкі. Лапи оперені, пальці жовтуваті, кігті чорні або рогові. Райдужки жовті, дзьоб жовтуватий або роговий, зверху і на кінчику дещо світліший, восковиця тьмяно-зеленувата. У молодих птахів смуги на нижній частині тіла слабо виражені. Темнопері сови-голконоги відрізняються від андаманських сов-голконогів більшими розмірами, відсутністю смуг на нижній частині тіла, а також сірим дзьобом.
Голос — глухий, гортанний крик «crauwu», схожий на кумкання жаб, який дуже відрізняється від схожого на звук флейти двоскладового угукання темноперої сови-голконога.

## Поширення і екологія
Андаманські сови-голконоги є ендеміками Андаманських островів. Вони живуть у вологих рівнинних тропічних лісах, у мангрових лісах і вторинних заростях, а також на каучукових плантаціях, у рідколіссях і на галявинах, поблизу людських поселень. Ведуть присмерковий і нічний спосіб життя. День птахи проводять, сховавшись у густій кроні дерева. Андаманські сови-голконоги живляться переважно комахами, зокрема жуками й метеликами.

## Збереження
МСОП цей вид як такий, що не потребує особливих заходів зі збереження. За оцінками дослідників, популяція андаманських сов-голконогів становить від 2500 до 10 000 дорослих птахів. Їм загрожує знищення природного середовища.